# Direktní součin grup
Direktní součin grup je pojem z oboru teorie grup, podoboru matematiky. V nejzákladnějším případě se jedná o operaci, kterou je vytvořena nová grupa ze dvou již existujících grup tak, že novým nosičem je kartézský součin nosičů původních grup (prvky nové grupy jsou tedy uspořádané dvojice původních prvků) a nová operace odpovídá původním operacím prováděným zvlášť nad jednotlivými složkami. V kontextu komutativních grup, kde je obvyklé značit grupovou operaci jako sčítání a nikoliv jako násobení, je obvyklé stejný postup nazývat direktní součet grup nebo direktní suma grup.
V součinovém kontextu je obvyklé značení {\displaystyle G_{1}\times G_{2}} a v součtovém {\displaystyle G_{1}\oplus G_{2}}. Pro součiny i součty je běžné definici rozšířit na více grup {\displaystyle G_{i}}, značení je pak {\displaystyle \coprod _{i}G_{i}} v součinovém kontextu a {\displaystyle \bigoplus _{i}G_{i}} v součtovém.
Pojem má analogie a zobecnění i mimo teorii grup, například v teorii okruhů existuje direktní součet okruhů a v teorii svazů existuje direktní spojení.